# Integrative Kantorei

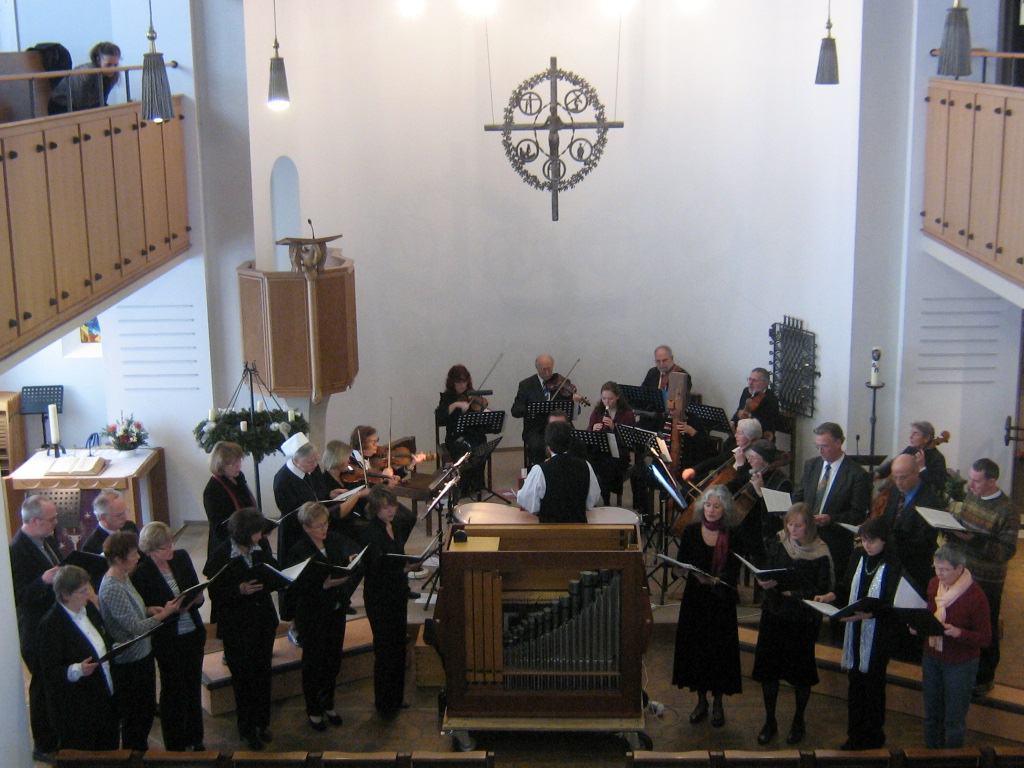
Integrative Kantorei

Eine Integrative Kantorei ist eine kirchliche Musikgemeinschaft, die sich aus Vokalisten und Instrumentalisten zusammensetzt. Vokalisten und Instrumentalisten sind unter dem gleichen Namen organisiert und treten gemeinsam auf. Dies entspricht dem Verständnis des historischen Kantoreibegriffes.
Erste Ansätze zur integrativen Kantoreiarbeit finden sich bei Helmut Krüger, der in seinem Werk Kleiner Chor – ganz groß (1964) das Hinzuziehen von Instrumenten zur Chorarbeit und auch das gleichzeitige Singen und Spielen empfiehlt.
Die Bezeichnung „Integrative Kantorei“ entstand in den letzten Jahren des 20. Jahrhunderts. Das Attribut „integrativ“ wurde zur Unterscheidung von den modernen Kantoreien notwendig, die in der Regel nur aus Singstimmen bestehen und Instrumentalisten projektweise engagieren.
Im erweiterten Sinne kann „Integrative Kantorei“ auch die Einbindung von Menschen aus Randgruppen der Gesellschaft bedeuten.
Im Frühjahr 2006 wurde das Modell der Integrativen Kantorei im Rahmen eines Positionspapiers zur Kirchenmusik in der Evangelischen Kirche im Rheinland vorgestellt.